# 미토성

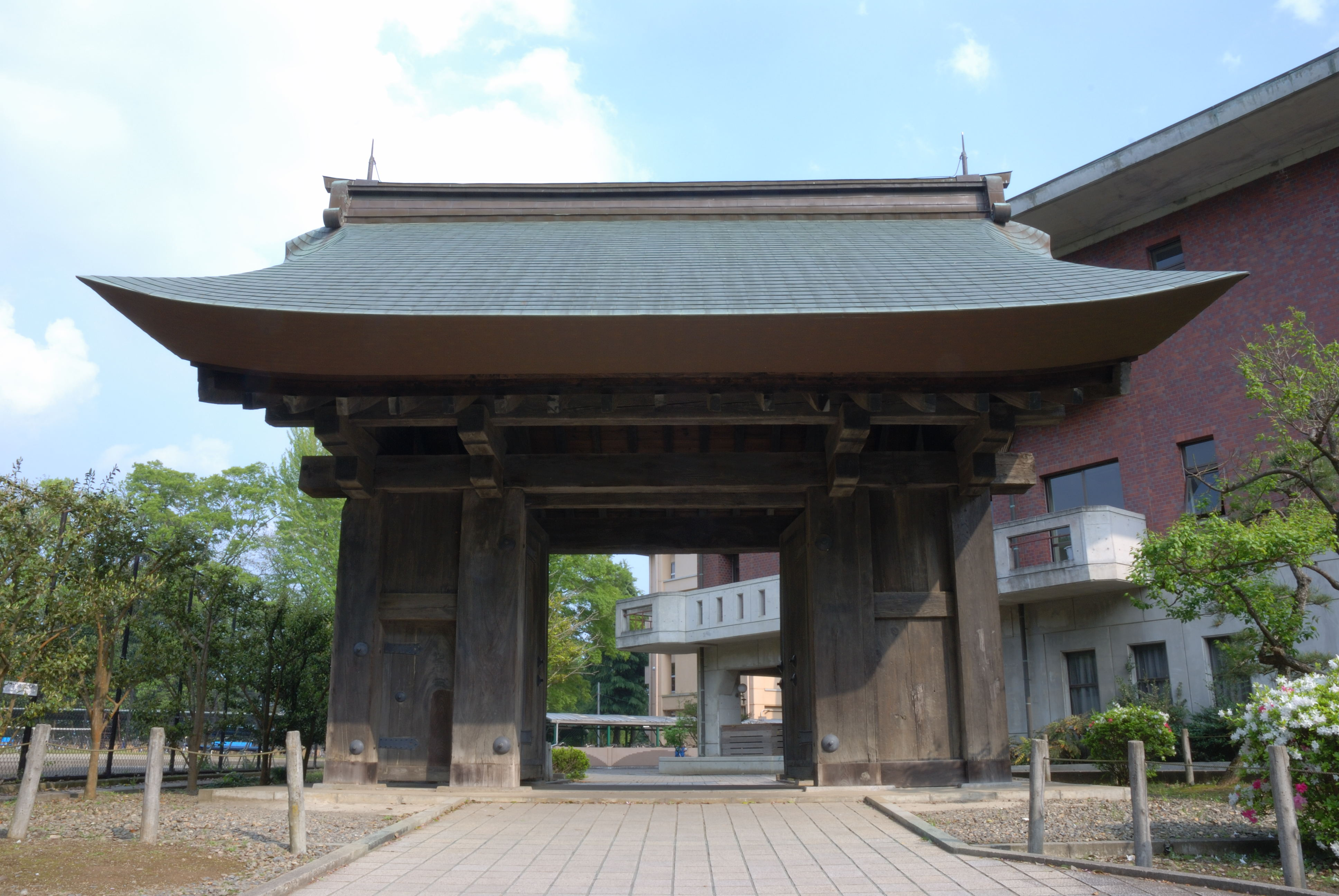
야구이 문

미토성(일본어: 水戸城)은 이바라키현 미토시 산노마루에 있었던 연곽식 평산성이다. 도쿠가와 고산케 중 하나인 미토 도쿠가와가의 거성이기도 하다. 에도 시대에는 미토번의 번청으로 사용되었다. 성의 산노마루에 있는 번교 고도칸(弘道館)은 국가 지정 특별사적이며, 미토 성터는 이바라키현 지정 사적에 등재되어 있다.

## 개요
미토시 중심부에 있는 미토 역 북쪽에 있는 구릉지에 축성된 성으로 북부의 나카가와 강과 남부의 센바 호를 천연의 해자로 삼았으며, 혼마루, 니노마루, 산노마루를 일렬로 배치한 연곽식 평산성이다. 특히 성은 석성이 아닌 토성이며 해자 또한 물이 고여 있지 않은 가라보리로 되어 있다. 같은 고산케 가문의 성인 나고야 성, 와카야마성에 비해 성으로서의 기능은 떨어져 보인다. 이는 방위상 중요성이 낮은 간토에 입지한 탓도 있다.
에도 시대 망루는 니노마루의 미토 제3고등학교와 이바라키 대학 교육학부 부속 초등학교·유치원을 아우르는 지역을 두르는 모습으로 존재했었다. 산노마루에는 번교 등이 있었고, 혼마루의 건조물은 주로 창고로 사용되었다. 혼마루를 정청으로 사용된 무렵은 에도씨(江戸氏)가 성주였을 때라고 한다. 혼마루에는 3층5계의 망루는 천수로 불리지 않고 오산가이 야구라 즉 3층 망루로 불리었다. 3층 망루는 태평양 전쟁 때의 공습으로 소실된 후, 재건되지 않고 있다.
현재 성터의 니노마루와 산노마루 부근은 정비되어 있으며, 문교지구로 많은 학교시설이 들어서 있다. 그 중 산노마루 초등학교의 교문과 담, 교사 등은 복고풍으로 지어져 있다. 혼마루와 니노마루, 산노마루 사이에 있던 해자와 다리는 도로와 철도부지 전용되었다. 다행히 일부 성루, 가라보리(해자)가 현존해 있다. 또, 산노마루의 미토 번 번교인 고도칸이 현존해 있으며, 야구이 문은 혼마루에 해당하는 미토 제1고등학교에 이축되어 있다.